# Roche-Noire
Roche-Noire é uma comuna francesa na região administrativa de Auvérnia-Ródano-Alpes, no departamento Puy-de-Dôme. Estende-se por uma área de 3,06 km². Em 2010 a comuna tinha 630 habitantes (densidade: 205,9 hab./km²).